# Pokrajine u Kraljevini SHS
Od osnutka 1918. godine Kraljevina SHS bila je podijeljena u sedam pokrajina. Izgledom su odgovarale odgovarale predratnim upravnim jedinicama. Ukinute su državnom preorganizacijom 1922. godine kad su uvedene oblasti.

## Pokrajine
Pokrajine su bile:
1. Slovenija
2. Hrvatska i Slavonija
3. Dalmacija
4. Bosna i Hercegovina
5. Banat, Bačka i Baranja
6. Srbija: Sjeverna Srbija i Južna Srbija
7. Crna Gora

Pokrajine su bile podijeljene na kotare, a kotari na općine.